# Пиром, Касит
Касит Пиром или Касит Пиромья (тайск. กษิต ภิรมย์, англ. Kasit Piromya; род. 15 декабря 1944 года в Тхонбури, Таиланд) — таиландский политик и дипломат, Чрезвычайный и полномочный посол Королевства Таиланд в ряде стран, включая СССР (1991), Российскую Федерацию и СНГ (1992—1994), Монголию (1991—1994), Индонезию и Папуа — Новую Гвинею (1994—1996), Германию (1997—2001), Японию (2001—2004) и США (2004—2005). Министр иностранных дел королевства в 2008—2011 годах.

## Биография и карьера
Родился и провёл детство в городке Тхонбури (ныне один из округов Бангкока, столицы Таиланда), учился «через реку» в христианском колледже в Бангкоке. Впоследствии окончил Колледж Св. Иосифа в горном Дарджилинге на севере Индии.
Под влиянием родителей с детства готовился к дипломатической карьере.
Получил несколько высших образований, включая учёбу на факультете политологии таиландского Университета Чулалонгкорна, степень бакалавра по международным отношениям Джорджтаунского университета в США (выпуск 1968 года), а также диплом по международным отношениям и степень магистра общественных наук Института социальных исследований при Эразмском университете Роттердама в Нидерландах (выпуск 1971 года).
Сразу после получения степени бакалавра начал работать в Министерстве иностранных дел Таиланда. Последовательно прошёл позиции третьего секретаря департамента международных организаций (с 1968), отдела анализа новостей департамента информации (с 1969) и отдела СЕАТО департамента международных организаций (с 1972).
С 1975 начал работать в составе зарубежного представительства Таиланда — третьим и позднее вторым секретарём Таиландского посольства в Брюсселе и представительства в Евросоюзе.
Вернувшись в 1979 году на родину, вплоть до начала 1990-х продолжает карьеру в МИДе на позициях второго и первого секретарей департамента по экономическим вопросам. С 1981 года поднимается до руководства отделами министерства, проходя посты директора отделов коммерции и промышленности, экономической информации (с 1983), политики и планирования (с 1984) и зам. генерального директора департамента по экономическим вопросам (с 1985). С 1988 года возглавляет департамент международных организаций МИДа и получает высший дипломатический ранг посла.
В 1991 году назначается Чрезвычайным и Полномочным Послом Королевства Таиланд в Союзе Советских Социалистических Республик, по совместительству возглавляя дипотношения с Монгольской Народной Республикой. После распада СССР вплоть до начала 1994 года продолжает руководить диппредставительством как первый посол Таиланда в России, сохраняя полномочия посла в Монголии и дополнительно руководя дипотношениями с республиками СНГ (кроме прибалтийских государств).
В 1994 году получает назначение послом Таиланда в Индонезии и по совместительству в Папуа — Новой Гвинее (до 1996 года). В 1997—2001 годах исполнял обязанности посла Королевства Таиланд в Германии (в Бонне, с последующим переводом посольства в Берлин), в 2001—2004 — в Японии, в 2004—2005 годах — в США.
20 декабря 2008 года был назначен королём Пхумипоном Адульядетом на пост министра иностранных дел в правительстве Апхисита Ветчачивы. В числе оснований для такого выбора назывались как его дипломатический опыт, так и бывшую принадлежность к оппозиционной группе «Народный союз за демократию». Отправлен в отставку вместе со всем кабинетом Ветчачивы после поражения на выборах летом 2011 года.

## Награды
- 1974 — Офицер (4-й класс) ордена Белого слона.
- 1977 — Командор (3-й класс) ордена Короны Таиланда.
- 1982 — Рыцарь-командор (2-й класс) ордена Короны Таиланда.
- 1987 — Рыцарь-командор (2-й класс) ордена Белого слона.
- 1988 — Рыцарь Большого креста (1-й класс) ордена Короны Таиланда.
- 1991 — Рыцарь Большого креста (1-й класс) ордена Белого слона.
- 1993 — Медаль Чаркрабарти Мала (гражданская медаль за долгую безупречную службу).
- 1994 — Рыцарь Большой ленты (специальный класс) ордена Короны Таиланда.
- 1999 — Рыцарь Большой ленты (специальный класс) ордена Белого слона.
- 2001 — Большой крест ордена «За заслуги перед Федеративной Республикой Германия» со звездой и плечевой лентой.[10]
- 2004 — Высшая (1-я) степень ордена Восходящего солнца (Япония).[8]